# エドワード・ニューマン (動物学者)

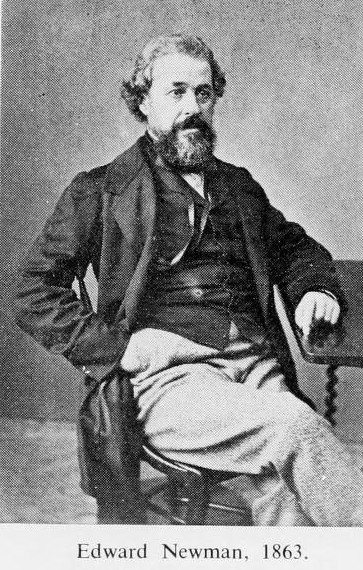
エドワード・ニューマン

エドワード・ニューマン（Edward Newman、1801年5月13日 - 1876年6月12日）は、イギリスの昆虫学者、植物学者、著述家である。

## 生涯
ハムステッドのクエーカー教徒の家に生まれた。両親は熱心な自然愛好家で、ニューマンに自然への興味を持たせた。16歳で学校を卒業した後、父の仕事を手伝った。1826年にデプトフォードでロープ製造の仕事についた。デプトフォードでエドワード・ダブルディ（Edward Doubleday）らの昆虫学者と知り合い、昆虫クラブの創立メンバーとなった。1832年にクラブの雑誌、Entomological Magazineの編集者に選ばれた。1833年にはロンドン・リンネ協会のフェローに選ばれ、ロンドン昆虫学会（Entomological Society of London）の創立メンバーとなった。
1840年に、『イギリスのシダと植物』（"British Ferns and Allied Plants"）の初版を出版した。出版業者、Luxford & Co.の共同経営者となり、博物学、科学の書籍の出版に関与した。多くの学術誌、博物学分野の"The Field"や "The Zoologist" 、"The Entomologist"の編集を行った。ニューマンの著書には""Birds-nesting" (1861)、"New Edition of Montagu's Ornithological Dictionary" (1866)、"Illustrated Natural History of British Moths" (1869)、"Illustrated Natural History of British Butterflies" (1871)などがある。
イギリスの昆虫の分類を試み、"The Entomological Magazine" 2: 379-431(1834)で多くの科を新設し、分類学の重要な仕事を行った。
ニューマンは翼竜（Pterosaurs）の骨格から翼竜を爬虫類でなく、有袋類（哺乳類）であるという見解を示した。それまで発見された翼竜の化石にしばしば羽毛の痕跡が見られた事によるもので、典型的な爬虫類と異なると判断し、1843年に"the Zoologist"に発表した。恐竜温血説のはしりであったともいえる。